# Georgina Archer
Georgina Archer (ou Giorgiana), née le 27 septembre 1827 à Édimbourg et morte le 21 novembre 1882 à Montreux, est une enseignante écossaise féministe vivant à Berlin. Elle y fonde et dirige le lycée Victoria destiné à améliorer l'éducation des jeunes femmes.

## Biographie

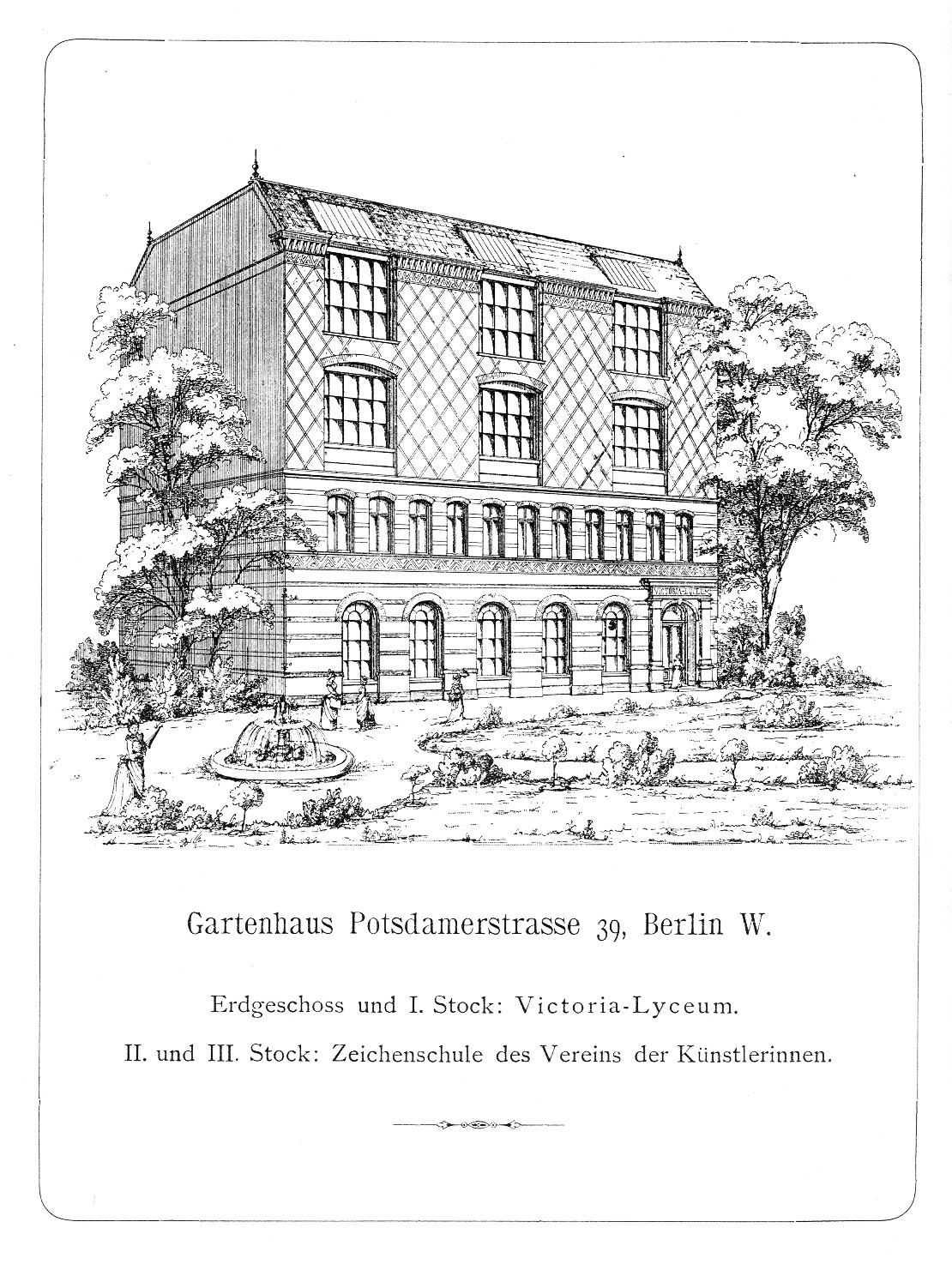
Le lycée Victoria et l'école de dessin de l'Association des artistes berlinois, Berlin, 1893.

Georgina Archer est née le 27 septembre 1827 à Édimbourg. Son père est Andrew Archer, un dentiste et sa mère, Ann Cunningham Gregory. La famille a quatre enfants dont l'aîné est le peintre James Archer,.
Georgina Archer est âgée de quatorze ans à la mort de ses parents. Le frère aîné, James, âgé de vingt ans, doit alors s'occuper des enfants plus jeunes. Elle vit ensuite chez des tantes et fréquente une école privée à Édimbourg avec sa sœur Sarah.
Pendant une courte période, elle travaille comme domestique et éducatrice auprès des enfants d'une dame malade. Désireuse d'améliorer sa formation, elle se rend en Allemagne, à Lunebourg, avec sa sœur pour y faire des études scientifiques. Elle s'installe définitivement à Berlin en 1857.
À Berlin, Georgina Archer donne des cours d'anglais et devient une enseignante réputée parmi les familles instruites de Berlin, si bien que la princesse héritière Victoria lui confie l'enseignement de l'anglais à ses enfants. 

### Lycée Victoria
En 1869, Georgina Archer fonde le lycée Victoria, une école secondaire pour filles. Il s'agit d'une entreprise privée, soutenue par la Princesse héritière Victoria, destinée à développer l'éducation scientifique des femmes issues des classes supérieures. Bien qu'il s'agisse d'une initiative pionnière, l'ambition de départ est assez modeste, afin de ne pas effrayer de potentielles élèves. Le but n'est pas de créer une université des femmes mais d'améliorer leur éducation. 
Georgina Archer collecte les fonds, choisit les membres du conseil d'administration et les enseignants. Elle donne elle-même certains cours et réussit à attirer des personnalités de la science, de l'art et de la littérature pour enseigner au lycée, comme Friedrich Paulsen, Erich Schmidt et Hugo von Tschudi. Le lycée Victoria ouvre ses portes le 14 janvier 1869, sous sa direction,,.
Parmi les élèves de l'établissement figurent notamment les militantes féministes Anita Augspurg, Gertrud Bäumer et la poétesse Anna Ettlinger (de),,. 

### Autres engagements
Georgina Archer fonde une association pour les soins de santé à domicile, et l'association médicale des enseignantes et gouvernantes de Berlin et la Société anglo-allemande,.

### Fin de vie
Georgina Archer cesse d'enseigner en 1882. Elle décède le 18 novembre 1882 à Montreux. Elle est enterrée à Territet, près de l'église anglaise.
Alix von Cotta (en) reprend alors la direction de l'école.